# John Hospers
John Hospers (ur. 9 czerwca 1918, zm. 12 czerwca 2011 w Los Angeles) – amerykański polityk ze stanu Kalifornia, założyciel, pierwszy lider i kandydat na urząd prezydenta USA z ramienia Partii Libertariańskiej; także profesor, filozof.

## Edukacja
Urodził się w Pella, gdzie chodził do koledżu Central College. Dyplomy ukończenia studiów wyższych otrzymał na University of Iowa oraz Columbia University. Prowadził badania, pisał oraz nauczał z różnych dziedzin filozofii (w tym z etyki i estetyki). Przez wiele lat pracował jako wykładowca Brooklyn College oraz University of Southern California, gdzie był kierownikiem katedry filozofii.

## Kariera polityczna
Brał udział w wyborach prezydenckich roku 1972. Wystartował wówczas tylko w stanie Kolorado, zdobywając 3674 głosów. Jeden z elektorów republikańskich z Tennessee (Roger MacBride, który sam w kolejnych wyborach prezydenckich startował z ramienia Partii Libertariańskiej) oddał na niego swój głos. Hospers był, jak dotąd, ostatnim kandydatem z ramienia tzw. trzeciej partii, który zdobył głos elektorski (nawet Ross Perot, który w wyborach roku 1992 zebrał 18,9% głosów nie miał żadnego w kolegium elektorskim). Jego kandydatem na wiceprezydenta była Theodora Nathan.
W 1974 ubiegał się o stanowisko gubernatora Kalifornii. Natomiast w 2004 Hospers, który był redaktorem wielu pism, poparł kandydaturę George’a W. Busha.